# Universidad de Perpiñán
La Universidad de Perpiñán (en francés: Université de Perpignan - Via Domitia), es una universidad localizada en la ciudad francesa de Perpiñán. En la actualidad (2012) es un establecimiento multidisciplinar que acoge a 10.473 estudiantes en cinco UFR (Unité de formation et de recherche) y tres institutos (institutes).

## Historia

### Orígenes
El rey Pedro IV de Aragón fundó la Universidad en 1349. Era la segunda que se establecía en la Corona de Aragón, tras la Universidad de Lérida (1300). En ese momento la ciudad de Perpiñán era la capital del reino de Mallorca, que acababa de ser reincorporado a la Corona; y puede entenderse que la decisión del rey de fundar la universidad respondía a una compensación por la pérdida de importancia de la ciudad.
Se planteó su estructura de una forma similar a las más importantes universidades medievales (unas veinticinco por entonces), contando con facultades de:

- Facultad de medicina,
- Facultad de derecho,
- Facultad de teología y
- Facultad de artes liberales

A pesar de su gran apogeo medieval durante el reino de Mallorca, ha sido cerrada por décadas, lo cual ha afectado que en los últimos año nunca llegó a igualar el prestigio regional de las más cercanas a su entorno (las universidades de Montpellier, Toulouse y Lérida). Aun así consiguió reunir a más de cuatrocientos alumnos, casi todos catalanes. Tras el Tratado de los Pirineos (1659) Perpiñán pasa al reino de Francia, y el origen del alumnado se restringirá todavía más, a la zona del Rosellón.

### Reconstrucción delsigloXVIII
Entre 1760 y 1763 se reconstruyeron los edificios de la Universidad, que amenazaban ruina, a cargo del maréchal Augustin-Joseph de Mailly d’Haucourt, un personaje ilustrado y perteneciente a la masonería. Previamente, el 31 de marzo de 1759, el rey Luis XV había declarado la renovación de la Universidad, que se precisó en la ordenanza del 7 de septiembre de 1759.
La fachada se diseñó sobre el modelo de un templo masónico. Se formaron un jardín de hierbas (Bastion des Capucins), otro de arbustos (Bastion de France), un gabinete de historia natural (con una importante colección de los más variados objetos, especies minerales y vivas —en vivo o conservadas—), otro de física, un anfiteatro de anatomía y una biblioteca pública (convertida la antigua biblioteca en Bibliothèque de l'école centrale), a la que el rector donó todos sus libros. Elle s’enrichit de 3000 ouvrages dons particuliers d'Augustin-Joseph de Mailly, qui obtint en outre en sa faveur, un exemplaire de tous les ouvrages qui s’imprimaient au Louvre soit acheminé et déposé dans ce lieu.
El 2 de julio de 1786 se inauguró un busto de Mailly por el rector Louis Marigo-Vaquer, que expresó el reconocimiento de la institución a su benefactor.

### Siglo y medio sin Universidad
Tras la Revolución francesa, la Universidad cesó de funcionar (1794). Su edificio fue utilizado como sede de la biblioteca municipal y del museo de bellas artes y, desde 1980, de los archivos municipales.
El decreto napoleónico de 1808 que establecía universidades en muchas ciudades, no tuvo en cuenta a Perpiñán; posiblemente a causa de su reducida población y de la poca importancia que tuvo la Universidad de Perpiñán durante el Antiguo Régimen. Tampoco se tuvo en cuenta por la ley del 10 de julio de 1896 que estableció algunas universidades por reunión de facultades existentes en la misma ciudad.

### La creación de la actual universidad
Fue en los años 1950 cuando la facultad de Letras de Montpellier (Université Paul Valéry) aceptó un projet tendant à la création d’une annexe à Perpignan ("un proyecto tendente a la creación de un anexo en Perpiñán"). Durante este periodo, el Conseil général decidió adquirir un terreno de 20 hectáreas que cedió al Estado para la construcción de un campus universitario.
La actual universidad se inauguró en 1971 como centre universitaire ("centro universitario") y en 1979 fue dotada de autonomía financiera, administrativa y pedagógica, regida por un consejo de administración y un presidente elegido por éste.
Además de su sede central en Perpiñán (52, avenue Paul Alduy), la Universidad tiene sedes en Narbona, Carcasona, Tautavel, Mende y Font-Romeu.

### Personalidades
Profesores
- Jean-Louis Caccomo

Estudiantes